# Podunavlje
Podunavlje (kroatiska: Podunavlje, serbiska: Подунавље) är området som ligger längs med Donaus flodsänka i Serbien och Kroatien. I Serbien omfattar Podunavlje ett större geografiskt område som sträcker sig över stora delar av Vojvodina ner till huvudstaden Belgrad. I Kroatien syftar namnet Podunavlje på det geografiska område som ligger längs med Donuas flodbanker i den allra östligaste delen av landet, i landskapet Slavonien, där floden Donau utgör gränsen mellan Kroatien och Serbien.  

## Större orter i kroatiska Podunavlje
- Borovo
- Vukovar
- Ilok

## Större orter i serbiska Podunavlje
- Belgrad
- Apatin
- Bačka Palanka
- Beočin
- Futog
- Veternik
- Novi Sad
- Sremska Kamenica
- Petrovaradin
- Srijemski Karlovci
- Zemun
- Pančevo
- Smederevo
- Kovin
- Kostolac
- Veliko Gradište
- Kladovo